# Florian Grzechowiak
Florian Grzechowiak (ur. 7 czerwca 1914 w Bottrop, Niemcy zm. 24 lipca 1972 w Poznaniu) – polski koszykarz, piłkarz ręczny.

## Życiorys

### Wczesne lata
Urodził się 7 czerwca 1914 roku w Bottrop jako syn Jana i Franciszki. W 1918 przyjechał do Poznania. W latach 1924–1928 chodził do gimnazjum św.Marii Magdaleny, następnie w Państwowej Szkoły Budownictwa w Poznaniu. Szkoły nie ukończył z uwagi na trudną sytuację rodzinną. W połowie lat trzydziestych związał się zawodowo z Polskimi Kolejami Państwowymi.

## Kariera sportowa
Sport zaczął uprawiać podczas nauki w gimnazjum. Pasjonował się tenisem stołowym i lekką atletyką. W 1928 został członkiem klubu Warty Poznań. W klubie uprawiał lekkoatletykę i koszykówkę.

### Koszykówka
W 1934 związał się z sekcją gier sportowych KPW Poznań. Barwom klubu, który następnie nosił nazwy KKS, a od 1957 Lech Poznań pozostał wierny do końca kariery zawodniczej i trenerskiej. W KPW stworzył wielką piątkę razem ze: Zdzisławem Kasprzakiem, Ewarystem Łojem, Januszem Patrzykontem i Zenonem Różyckim. Był pięciokrotnym mistrzem kraju w koszykówce w 1935, 1939, 1946, 1949 i 1951 roku. Trzykrotnie zdobył wicemistrzostwo kraju w tej dyscyplinie 1937, 1948 i 1950. W 1936 na olimpiadzie w Berlinie zdobył 4. miejsce Reprezentacją Polski.

### Piłka ręczna
Uprawiał piłkę ręczną. W latach 1937–1938 i 1946 był mistrzem kraju w tej dyscyplinie. W 1935 i 1947 zdobył wicemistrzostwo kraju. W 1938 zajął piąte miejsce na mistrzostwach świata w piłce ręcznej .

### Działalność trenerska
W 1935 ukończył kurs instruktorski koszykówki. Od 1937 zajmował się szkoleniem młodzieży w swoim klubie. W marcu 1945 reaktywował sekcję koszykówki KPW Poznań. Karierę trenerską łączył z zawodniczą. W 1951 został trenerem żeńskiej drużyny KKS Poznań. W 1955 i 1956 zdobył z drużyną wicemistrzostwo, a w 1957 mistrzostwo Polski. Był trenerem kobiecej reprezentacji w koszykówce. W 1952, 1956, i 1960 prowadził drużynę żeńską w Mistrzostwach Europy. W 1950 Jako pierwszy przedstawiciel koszykówki został uhonorowany tytułem Zasłużonego Mistrza Sportu.
Jego córka Magdalena była koszykarką i zawodniczką Lecha Poznań.
Zmarł 24 lipca 1972 w Poznaniu. Pochowany na Cmentarzu Junikowo (pole 27 kwatera A-2-49).

## Osiągnięcia
Na podstawie, o ile nie zaznaczono inaczej.

### Zawodnicze

#### Koszykówka
Klubowe
- Mistrz Polski (1935, 1939, 1946, 1949, 1951)
- Wicemistrz Polski (1937, 1948, 1950)
- Brązowy medalista mistrzostw Polski (1938, 1947)

Reprezentacja
- Brązowy medalista mistrzostw Europy (1939)
- Uczestnik:
  - igrzysk olimpijskich (1936 – 4. miejsce)
  - mistrzostw Europy (1937 – 4. miejsce, 1939, 1946 – 9. miejsce)

#### Piłka ręczna
Klubowe
- Mistrz Polski (1937, 1938, 1946)
- Wicemistrz Polski (1947)

Reprezentacja
- Uczestnik mistrzostw świata (1938 – 5. miejsce)

### Trenerskie

#### Koszykówka
Klubowe
- Mistrzostwo Polski kobiet (1957)
- Wicemistrzostwo Polski kobiet (1955, 1956)

## Sukcesy
- Letnie Igrzyska Olimpijskie 1936 – 4. miejsce. Zagrał w 5 meczach.
- Mistrzostwa Europy w Koszykówce 1939 – 3. miejsce.
- Mistrzostwa Świata w Piłce Ręcznej 1938 – 5. miejsce.